# Milford (Iowa)
Milford is een plaats (city) in de Amerikaanse staat Iowa, en valt bestuurlijk gezien onder Dickinson County.

## Demografie
Bij de volkstelling in 2000 werd het aantal inwoners vastgesteld op 2474. In 2006 is het aantal inwoners door het United States Census Bureau geschat op 2445, een daling van 29 (-1,2%).

## Geografie
Volgens het United States Census Bureau beslaat de plaats een oppervlakte van 5,8 km², geheel bestaande uit land. Milford ligt op ongeveer 426 m boven zeeniveau.

## Plaatsen in de nabije omgeving
De onderstaande figuur toont nabijgelegen plaatsen in een straal van 12 km rond Milford.